# Charles Chaynes
Charles Chaynes, né à Toulouse le 11 juillet 1925 et mort le 24 juin 2016 à Saint-Mandé (Val-de-Marne), est un compositeur français dont les parents étaient musiciens et professeurs au conservatoire de Toulouse.

## Biographie
Après des études au conservatoire de Toulouse, il poursuit ses études au Conservatoire de Paris, où il travaille le violon, l'harmonie, la fugue et la composition sous la direction de Darius Milhaud. Il obtient en 1951 le premier grand prix de Rome et séjourne à la Villa Médicis de 1952 à 1955. En 1965, il reçoit le grand prix musical de la Ville de Paris. 
De 1965 à 1975, il est directeur de la chaîne France Musique à l'ORTF et de 1975 à 1990 chef du Service de la création musicale à Radio France.
Il est élu à l'Académie des beaux-arts le 9 novembre 2005, au fauteuil de Marius Constant. Sa musique a remporté de nombreux prix du disque, lors de l'enregistrement de ses œuvres, de 1968 à 2003. 
Selon Antoine Goléa, Charles Chaynes est, « comme Dutilleux, un de ces excellents élèves du Conservatoire de Paris, Prix de Rome, à qui l'apprentissage académique a servi de fondement à une évolution prudente et avisée vers la réflexion et le langage de la modernité ».
Il meurt chez lui à l'âge de 90 ans.

## Citations
« Le langage importe peu s'il y a un contenu musical expressif. »

— Charles Chaynes, Canalacademie, 2007

## Œuvres
Opéras
- Erzsebet, (1982), Opéra pour une femme seule, pour soprano, d'après Vers Bathory de Ludovic Janvier. Créé à l'Opéra de Paris en 1983 (Grand Prix de l'Académie Charles-Cros en 1984[6])
- Noces de Sang, (1986), d'après Federico García Lorca. Créé à l'Opéra de Montpellier en 1988 (Prix de l'Académie du disque lyrique en 1989[6])
- Jocaste, (1992), 7 solistes d'ensemble vocal féminin. Créé à l'opéra de Rouen en 1993 (Orphée d'Or du disque lyrique en 1996[6])
- Cécilia, (1998), texte d'Eduardo Manet. Créé à l'opéra de Monte Carlo en 2000.
- Mi Amor, (2007), texte d'Eduardo Manet. Créé à l'opéra de Metz en 2007.

Œuvres concertantes
- Concerto pour trompette et orchestre de chambre, 1956
- Concerto pour piano, 1961
- Concerto pour orgue, cordes, timbales et percussions d'après le Cantique Spirituel de Saint Jean de la Croix, 1966 (publié en 1973)
- Concerto pour clarinette, 1978
- Concerto du temps retrouvé, pour violon et orchestre, 1993.
- Deuxième Concerto pour trompette, 1995.

Œuvres symphoniques
- Concerto pour orchestre à cordes, 1953.
- Peintures noires, pour orchestre d'après l'œuvre de Goya, 1974.
- Visages Mycéniens, pour orchestre, 1983.
- Concerto pour orchestre.
- Expressions contrastées, pour orchestre.

Œuvres instrumentales
- Alternances pour alto et piano, 1966.
- Quatuor à cordes, 1970.
- M'Zab, pour piano seul, 1973.
- Comme un raga... pour violon seul (Morceau de Concours du  Conservatoire de Paris)
- Jeu de cordes pour violon et piano.

Œuvres vocales
- Trois Poèmes chinois, voix aiguë et piano, 1962.
- Quatre Poèmes de Sappho, soprano colorature et trio à cordes, 1968.
- Au-delà de l'espérance, monodrame (textes d'Albertine Sarrazin), mezzo-soprano et piano, 1989.
- Pour un monde noir, soprano et orchestre, 1976.
- Chants de l'âme, textes de Saint Jean de la Croix, baryton et orgue, 1999.
- Poèmes Rimbaldiens, baryton et orchestre, 2002.

## Prix, honneurs et distinctions
- Premier Grand Prix de Rome (1951)
- Prix Prince Rainier de Monaco (1960)
- Grand Prix Musical de la Ville de Paris (1965)
- Prix du Disque de l’Académie du disque français (1968, 1970, 1975, 1981)
- Prix de la tribune internationale des compositeurs de l'UNESCO (1976)
- Grand Prix du Disque de l’Académie Charles Cros (1984)
- Prix musical de la SACD (1988)
- Grand Prix du Disque de l’Académie du Disque français
- Orphée d’Or de l’Académie du Disque Lyrique (1996, 2003)
- Prix Cino del Duca de l’Institut de France (1998)

### Ouvrages généraux
- Apollinaire Anakesa Kululuka, Chaynes ...stéréotomie d'une passion musicale, Notre-Dame-de-Bliquetuit, Millénaire III éditions, coll. "Compositeurs-Musique de notre temps", distribution Symétrie, 2007, 257 p.  (ISBN 978-2-911906-14-5).
- Antoine Goléa, La musique, de la nuit des temps aux aurores nouvelles, Paris, Alphonse Leduc et Cie, 1977, 954 p. (ISBN 2-85689-001-6)